# Basilius van Caesarea
Basilius van Caesarea, ook Basilius de Grote (Grieks: Άγιος Βασίλειος ο Μέγας) en Vader van het Oosterse monastieke leven genoemd, (Caesarea in Cappadocië, ca. 330 – Caesarea, 1 januari 379) is een heilige en kerkvader.
Samen met zijn broer Gregorius van Nyssa en zijn beste vriend Gregorius van Nazianze vormde hij de kern van de Cappadocische Vaders. Basilius schreef onder andere een kloosterregel. Van Basilius van Caesarea zijn meerdere liturgische gebeden bekend in de orthodoxe ritus.
Hij wordt samen met Gregorius van Nazianze herdacht op 2 januari in de Rooms-Katholieke Kerk, Anglicaanse Kerk en Lutherse Kerk, op 1 en 30 januari in de Oosters-Orthodoxe Kerk, op 15/16 januari in de Koptisch-Orthodoxe Kerk en de Ethiopisch-Orthodoxe Kerk en op 14 juni bij de traditionele rooms-katholieken, Episcopaalse Kerk en de Lutherse Kerk.
Enkele van zijn vermeende ruggenwervels worden bewaard als relikwie in Brugge, namelijk drie in de Sint-Salvatorskathedraal en een in de Sint-Basiliuskapel op de Burg de (Heilig Bloedbasiliek).

## Galerij

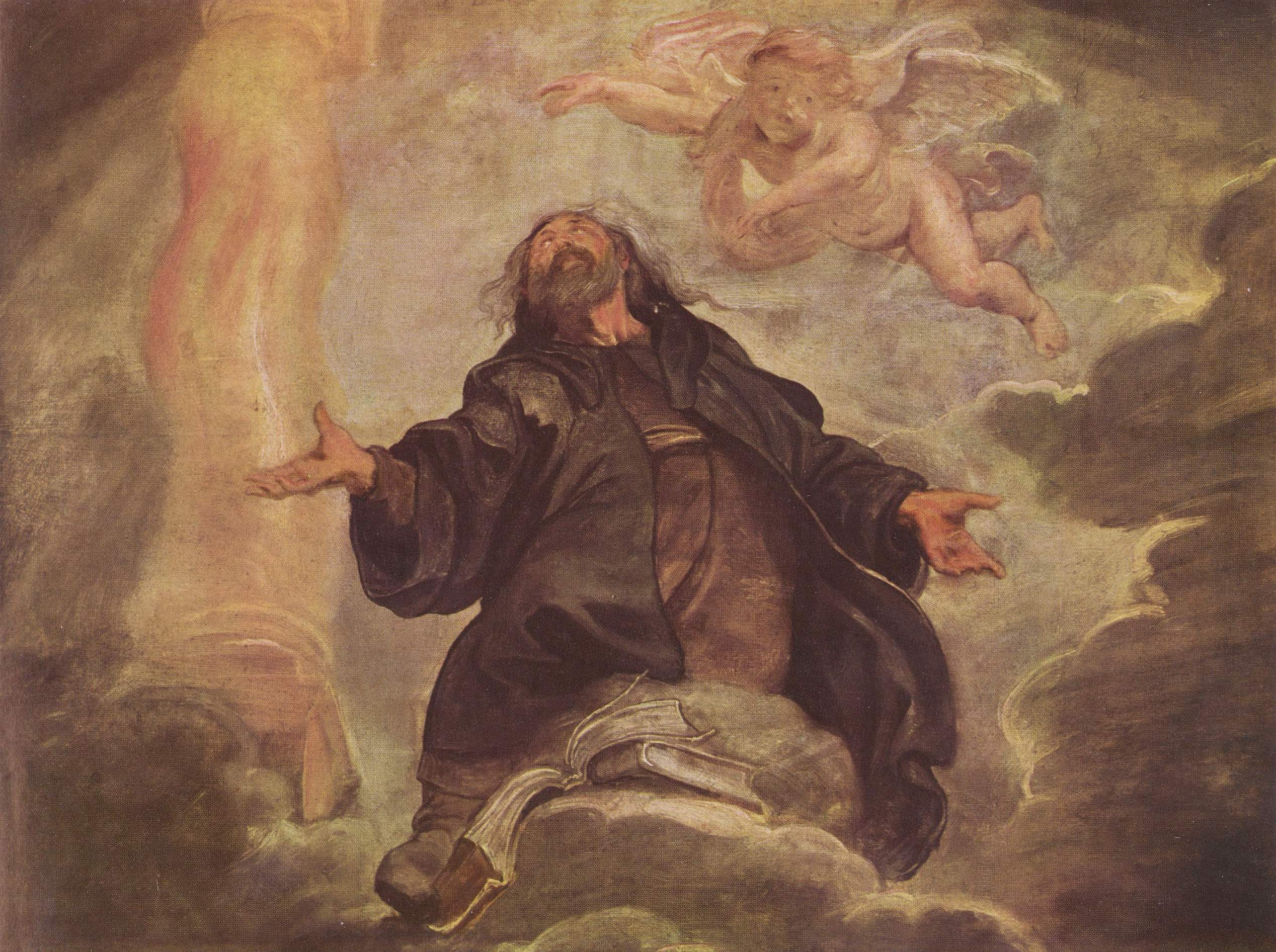
Basilius van Caesarea (17e eeuw), geschilderd door Peter Paul Rubens, Schloss Friedenstein
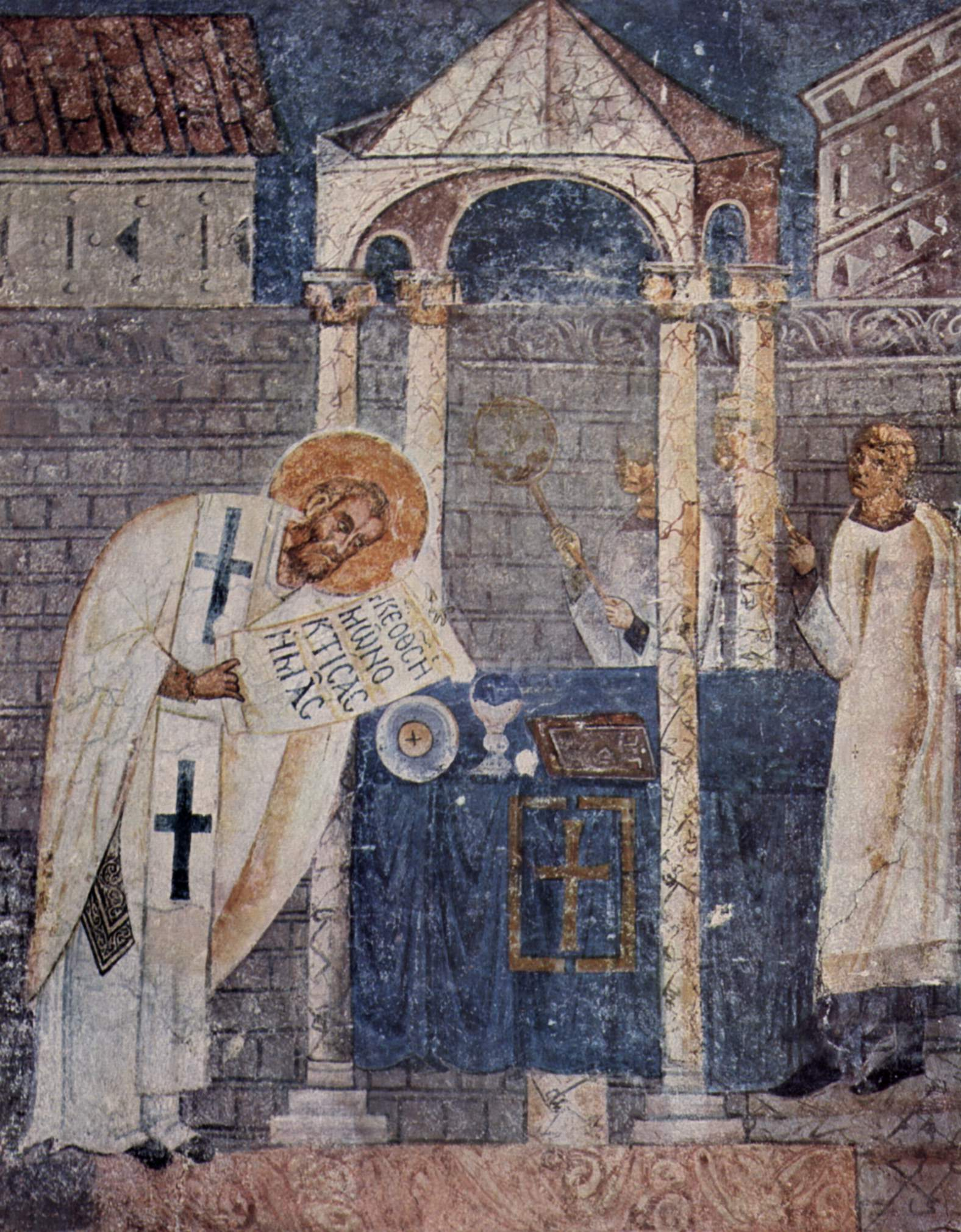
Voorstelling van Basilius met zijn eucharistisch gebed (11e eeuw), fresco, Sofiakerk (Ohrid)
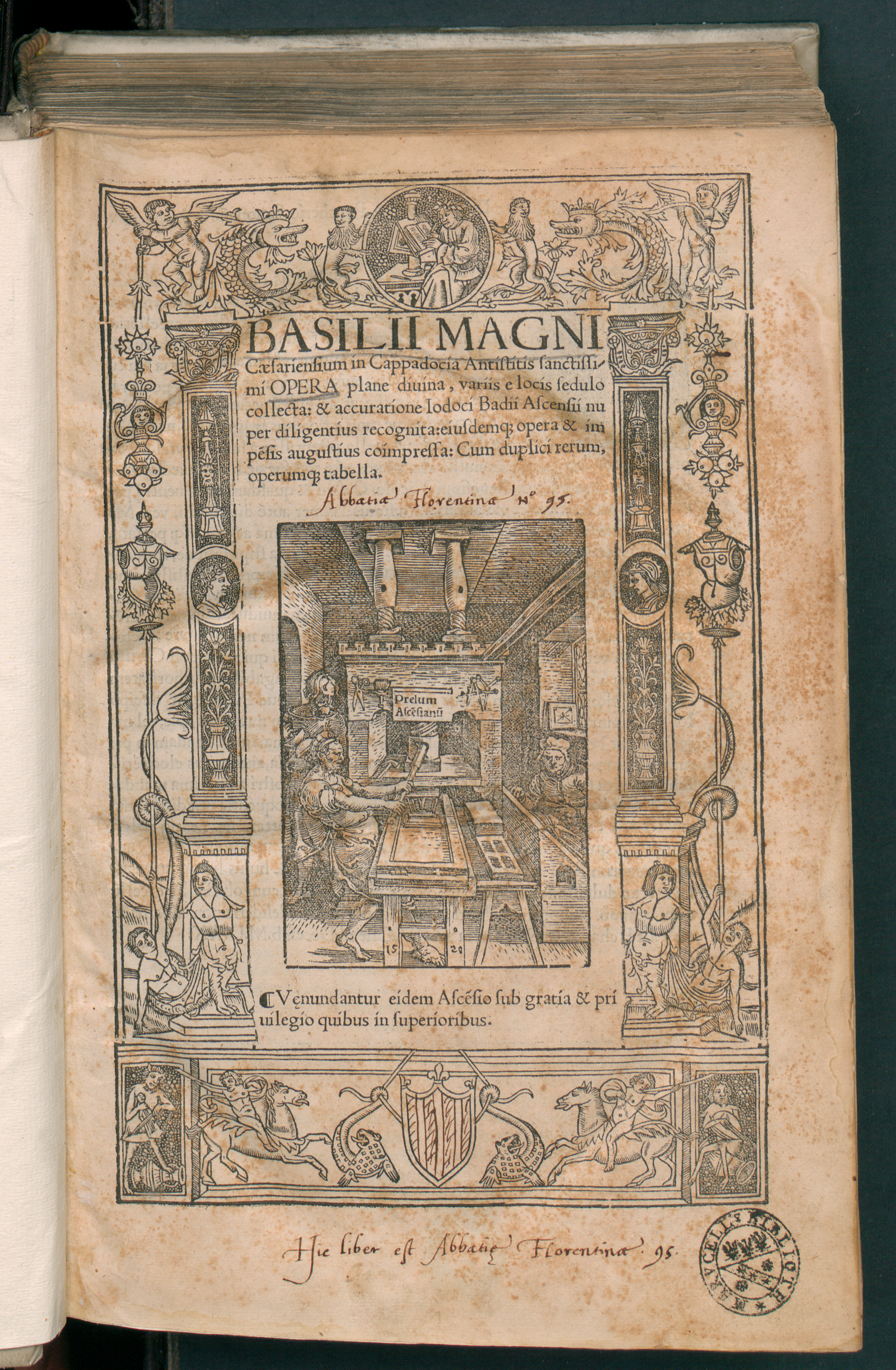
Basilii Magni Opera (1540), uitgave van werk van Basilius